# Pietra-di-Verde
Pietra-di-Verde (korsisch A Petra di Verde; italienisch Pietra di Verde) ist eine französische Gemeinde auf der Insel Korsika. Sie gehört zur gleichnamigen Region, zum Département Haute-Corse, zum Arrondissement Corte und zum Kanton Castagniccia. Die Bewohner nennen sich Piétrolais oder Petrulacci. 
Nachbargemeinden sind Ortale im Norden, Sant’Andréa-di-Cotone im Nordosten, Chiatra im Osten, Canale-di-Verde im Südosten, Campi und Moïta im Südwesten sowie Novale im Westen.

## Bevölkerungsentwicklung
| Jahr      | 1962 | 1968 | 1975 | 1982 | 1990 | 1999 | 2008 | 2012 |
| --------- | ---- | ---- | ---- | ---- | ---- | ---- | ---- | ---- |
| Einwohner | 213  | 196  | 129  | 79   | 95   | 115  | 125  | 111  |

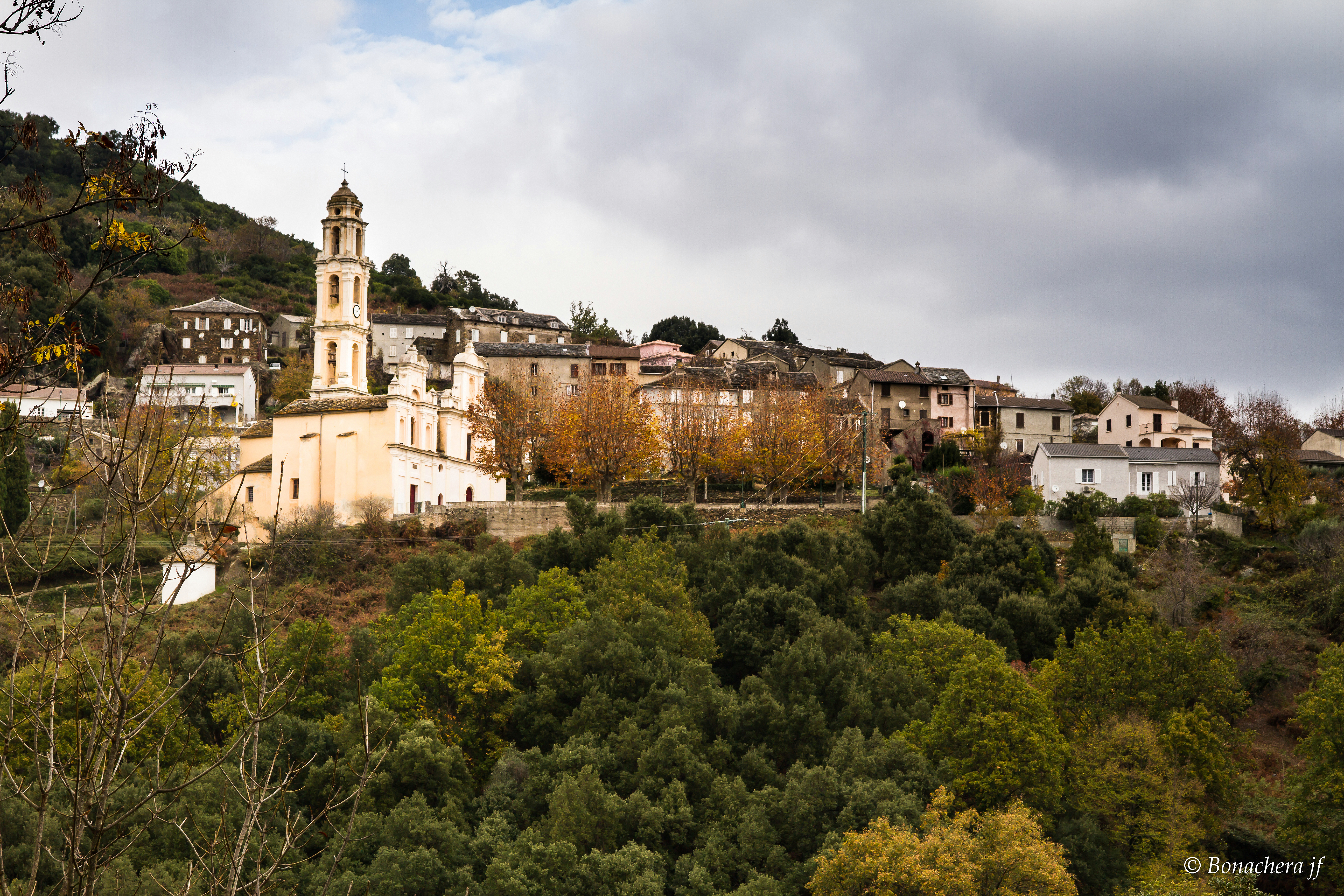
Der Weiler Mucchju
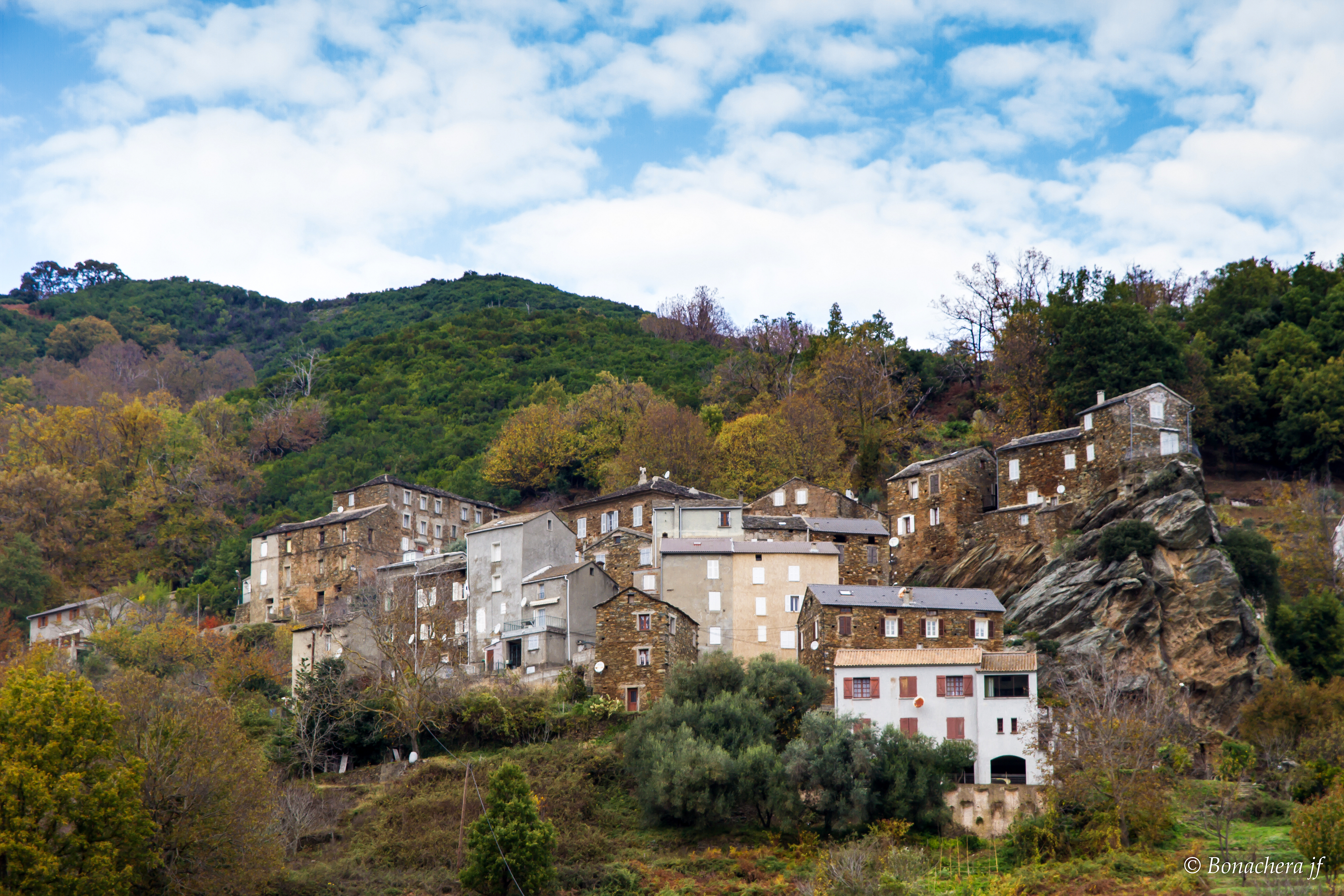
Der Weiler Paisolu